# Niklas von Kreyfelt
Nikolaus (Nicolaus) von Kreyfelt (* 1. Mai 1864 in Düsseldorf; † vermutlich 1906 in Görlitz) war ein deutscher Porträtfotograf.

## Leben

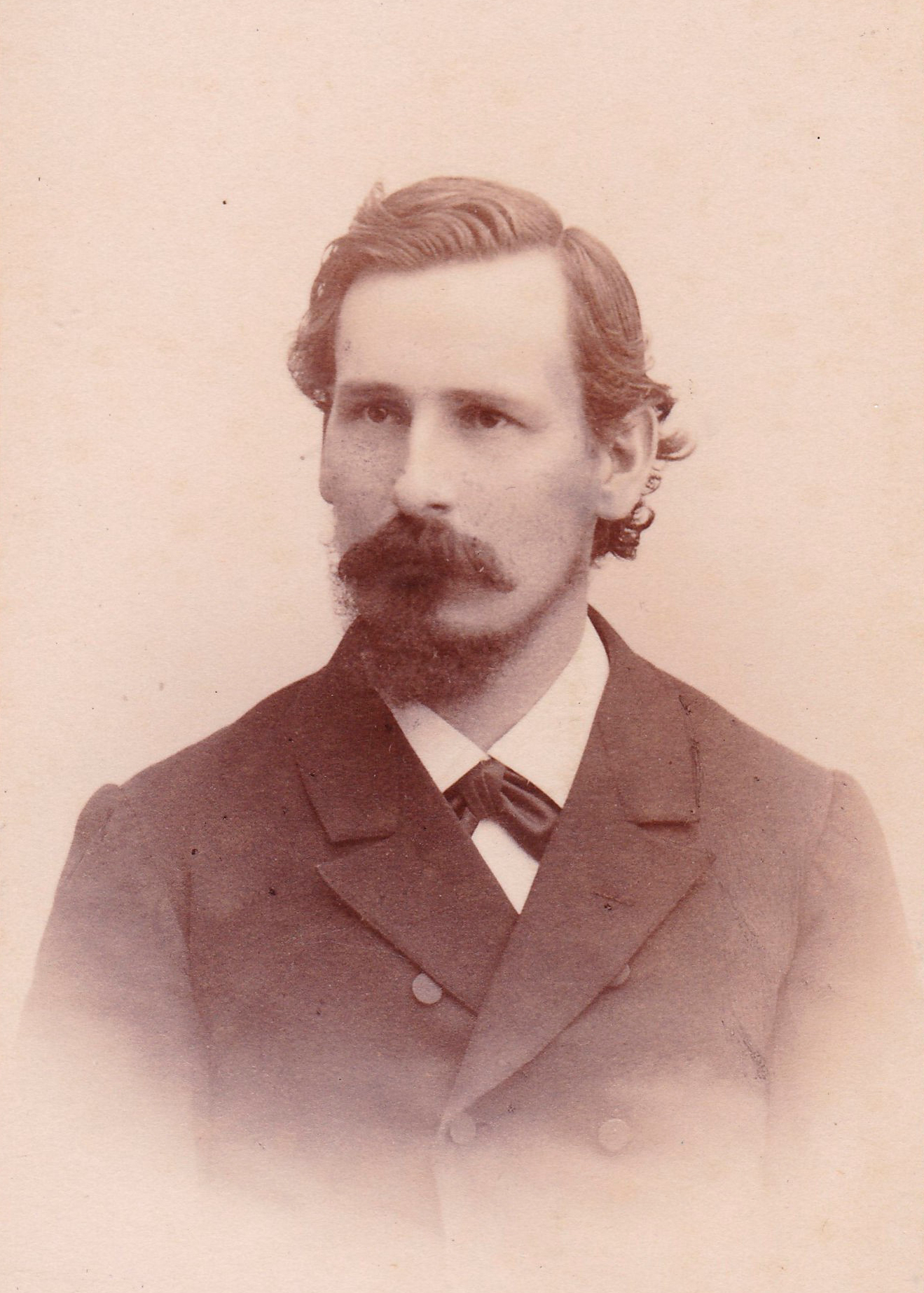
Ludwig Zehnder, 1890 fotografiert von Niklas von Kreyfelt

Niklas von Kreyfelt wurde als sechstes Kind des preußischen Berufsoffiziers Emil von Kreyfelt (1810–1882) in Düsseldorf geboren. Von 1878 bis 1880 studierte er Malerei an der Kunstakademie Düsseldorf bei Hugo Crola und Heinrich Lauenstein. In den Jahren 1878 bis 1884 studierte dort auch sein älterer Bruder Julius von Kreyfelt, der später ein Maler wurde.
Niklas von Kreyfelt hatte in den Jahren 1889/1890 ein Fotoatelier in Würzburg. Im Januar 1891 zog er nach Leipzig, wo er das Atelier „N. von Kreyfelt & Panzerbieter“ am Löhrsplatz 2 betrieb. Nach Engagements in den Fotoateliers von Eduard van Delden (1850–1920) in Breslau, Wilhelm Höffert in Dresden sowie Julius Cornelius Schaarwächter in Berlin übernahm er das „Atelier Lilly“ in der Freiburger Straße 42 in Breslau. Am 16. April 1905 eröffnete er ein Atelier im Hinterhaus des Gebäudes Schützenstraße 1 in Görlitz. Offenbar starb er kurz darauf, denn seine Ehefrau Helene von Kreyfelt († 9. Oktober 1929 in Breslau) übernahm das Fotoatelier im Folgejahr, ehe sie 1907 Görlitz verließ.